# Milnesium tardigradum
Milnesium tardigradum är en djurart som tillhör fylumet trögkrypare, och som beskrevs av Louis Michel François Doyère 1840. Milnesium tardigradum ingår i släktet Milnesium och familjen Milnesiidae.

## Underarter
Arten delas in i följande underarter:
- M. t. tardigradum
- M. t. granulatum
- M. t. trispinosum